# Soós Elemér
Sóvári Soós Elemér (Nádasd, 1844. június 16. – Budapest, 1929. február 2.) honvéd ezredes, genealógus, hadtörténész.

## Élete
A Baksa nemzetségből származó nemesi sóvári Soós család sarja. Soós Sándor (1804–1879) selyemtenyésztési főfelügyelő és báró Schuster Natalia (1811–1854) fia. Az apai nagyszülei soovári Soós György, földbirtokos és péchujfalusi Péchy Klára voltak. Az anyai nagyszülei Schuster József és kékesi Raskovics Julianna voltak.
Magánnevelésben részesült és a gimnázium 6. osztályából vizsgát tett, majd tanulmányait 1857-től a kassai és hainburgi katonai nevelőintézetben végezte. 1861-ben hadnagy, 1866-ban főhadnagy, 1874-ben százados, 1883-ban őrnagy, majd 1891-től ezredes lett. 1893-ban Budapesten vonult nyugalomba, ezt követően fő tevékenységét családja történetének megírása és a magyar várak kutatása tette ki. 1866-ban hadnagyi rangban századparancsnoki beosztásban részt vett a custozzai csatában. Az első világháborúban egy hátországi sebesült gondozó ezrednél vállalt szolgálatot.
Cikkei jelentek meg a Hadtörténelmi Közleményekben, az Archaeologiai Értesítőben és más szaklapokban. Kéziratgyűjteményét az OSZK őrzi. A heraldikai és genealogiai társaság választmányi tagja.

## Művei
- 1886 A soóvári Soós-család czímere. Turul.
- 1890 Micz-bán eredete. Turul.
- 1890 Az 1278-iki morvamezei csata. Hadtörténelmi Közlemények.
- 1898-1899 A kövesdi vár történetéhez adatok. Adalékok Zemplén vármegye történetéhez.
- 1898-1899 Sáros-Patak város és vár történetéhez adatok. Adalékok Zemplén vármegye történetéhez.
- 1898-1899 Adatok a leleszi prépostság történetéhez. Adalékok Zemplén vármegye történetéhez.
- 1902 Péter mester. Adalékok Zemplén vármegye történetéhez.
- 1902 Zomotor földje. Adalékok Zemplén vármegye történetéhez.
- 1902 Adatok Zemplén árpádkori földrajzához. Adalékok Zemplén vármegye történetéhez.
- 1902 Mátyás király levele Zemplén vármegyéhez. Adalékok Zemplén vármegye történetéhez.
- 1902 A Baksa nemzetség czímere. Turul.
- 1906 A felsőkubini várhelyről. Arch. Ért. 1906, 67-69.
- 1910 A munkácsi vár. Hadtörténelmi Közlemények 11.
- 1910 Pata. In: Stiller János (szerk.): Gyöngyösi Kalendárium 1911. Gyöngyös, 52-59.
- 1912 A magyarországi várak történeti fejlődése. Budapest.
- 1914 A tokaji vár története, hadi és műleírása. Sátoraljaújhely.
- 1914 Eger vár-város története, hadi és műleírása. Eger.
- 1916 A tihanyi vár története, hadi- és műleirása.
- 1916 Ráhó végvár története, hadi- és műleirása. Budapest.
- 1917 A szerencsi vár története, hadi és műleirása.
- 1926 Sóvár története, hadi és műleirása. Budapest.
- Eszeny várkastély (kézirat)
- Hrussó vára.
- Kézirat hagyatéka: OSzK, Fol. Hung. 3105, 3512

## Rekonstrukciós rajzai

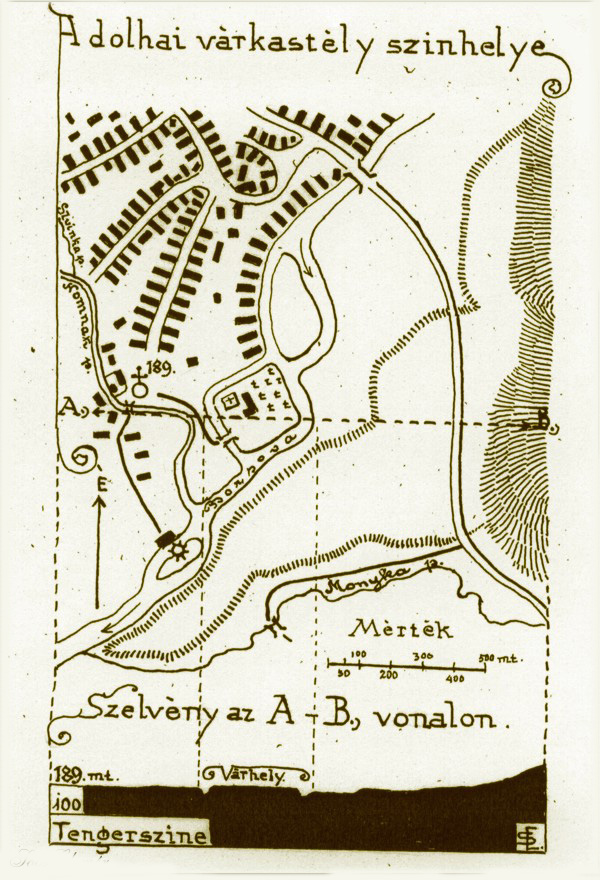
A dolhai várkastély
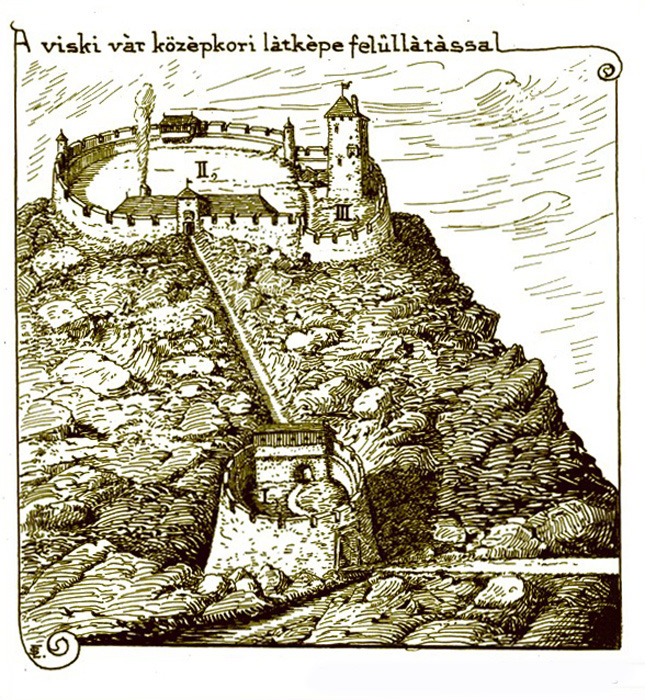
A viski vár
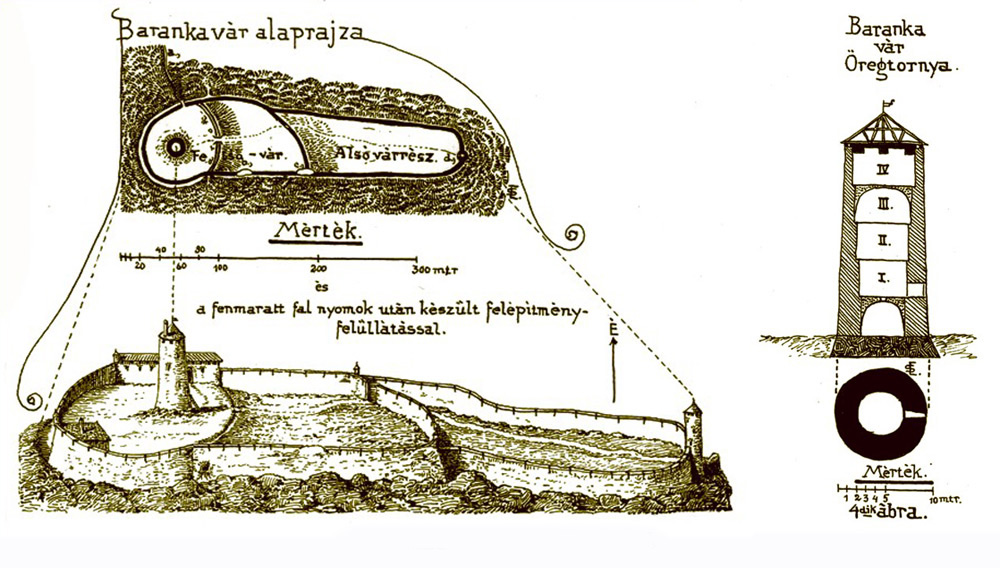
Baranka vár
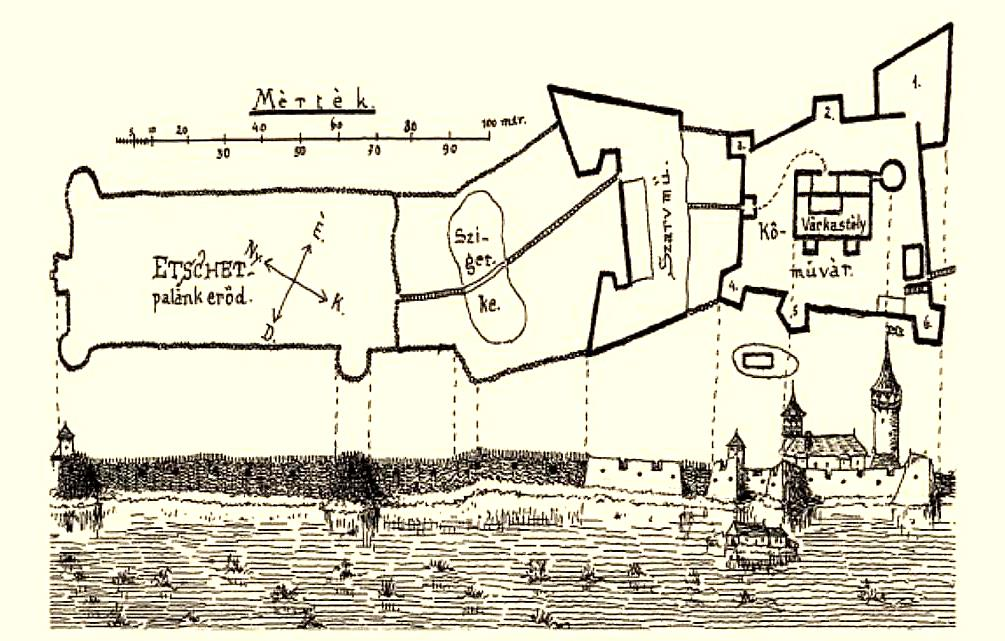
Ecsed vára